# 湖西街道 (聊城市)
湖西街道，是中华人民共和国山東省聊城市东昌府区下辖的一个街道办事处。

## 行政区划
湖西街道下辖以下地区：
湖西社区、姜堤社区、陈屯社区、昌润社区、铁西社区和南苑社区。